# Чемпионат Европы по настольному теннису 1960
2-й Чемпионат Европы по настольному теннису проходил с 5 по 12 апреля 1960 года в Загребе (Югославия).

## Медалисты

### Мужчины
| Разряд               | Золото                                               | Серебро                                                             | Бронза                                                |
| -------------------- | ---------------------------------------------------- | ------------------------------------------------------------------- | ----------------------------------------------------- |
| Одиночный разряд     | Золтан Берцик                                        | Раду Негулеску                                                      | Конрад Фройндорфер                                    |
| Одиночный разряд     | Золтан Берцик                                        | Раду Негулеску                                                      | Ласло Фёльди                                          |
| Парный разряд        | Золтан Берцик Ференц Шидо                            | Алгуймантас Саунорис Римас Пашкевичюс                               | Тони Ларссон Йосип Вогринц                            |
| Парный разряд        | Золтан Берцик Ференц Шидо                            | Алгуймантас Саунорис Римас Пашкевичюс                               | Вальтер Дугардин Жорж Ролан                           |
| Командное первенство | Венгрия · Золтан Берцик · Ласло Фёльди · Ференц Шидо | Швеция · Ханс Альсер · Тони Борг · Тони Ларссон · Стеллан Бенгтссон | Англия · Брайан Мерретт · Ян Харрисон · Дерек Бёрридж |

### Женщины
| Разряд               | Золото                                                               | Серебро                             | Бронза                       |
| -------------------- | -------------------------------------------------------------------- | ----------------------------------- | ---------------------------- |
| Одиночный разряд     | Эва Коциан                                                           | Илона Керекеш                       | Шаролта Мате                 |
| Одиночный разряд     | Эва Коциан                                                           | Илона Керекеш                       | Д.Коллинс                    |
| Парный разряд        | Анджелика Розяну Мария Александру                                    | Эва Коциан Шаролта Мате             | Гизелла Лантош Илона Керекеш |
| Парный разряд        | Анджелика Розяну Мария Александру                                    | Эва Коциан Шаролта Мате             | Кэтлин Томпсон Д.Коллинс     |
| Командное первенство | Венгрия · Эва Коциан · Шаролта Мате · Ливия Мошшоци · Гизелла Лантош | Англия · Дана Роув · Кэтлин Томпсон |                              |

### Смешанный парный разряд
| Разряд           | Золото                           | Серебро                         | Бронза                      |
| ---------------- | -------------------------------- | ------------------------------- | --------------------------- |
| Смешанный разряд | Георге Кобирзан Мария Александру | Раду Негулеску Анджелика Розяну | Т.Ковачи Джеорджета Питикэ  |
| Смешанный разряд | Георге Кобирзан Мария Александру | Раду Негулеску Анджелика Розяну | Золтан Бубоньи Шаролта Мате |